# Уберти, Фарината
Маненте дельи Уберти, (итал. Manente degli Uberti) известен также как Фарината дельи Уберти,(итал. Farinata degli Uberti) (1212 — 11 ноября 1264) — глава флорентийских гибеллинов (то есть сторонников империи).

## Биография
Маненте дельи Уберти родился, вероятно, не позднее 20-х годов XIII века в семье флорентийского нобиля. Своё прозвище «Фарината» он получил за светлые волосы, напоминающие по цвету муку (итал. farina).
Будучи ещё молодым человеком, он оказался вовлечён в многолетнюю борьбу флорентийских кланов, переросшую впоследствии в гражданскую войну между гибеллинами и гвельфами. В 1239 году Фарината вместе с отцом, братом Нери Пикколино и другими родственниками попал в засаду, устроенную их противниками. Его отец погиб вместе с несколькими старшими соратниками.
Гибель старших родственников сделала Фаринату лидером группировки нобилей, которую вскоре стали называть партией гибеллинов, и которая завоевала прочные позиции во Флоренции благодаря поддержке императора Фридриха II, назначившего своего сына Фридриха Антиохийского наместником в Тоскане и флорентийским подеста.
В 1248 году Фарината и его брат защищали от противников — гвельфов свои дома и башни, располагавшиеся в районе нынешней площади Синьории. Потерпевшие поражение гвельфы были изгнаны из Флоренции и смогли вернуться лишь после кончины Фридриха II в 1250 году и прихода к власти правительства пополанов.
Однако мир между партиями продолжался недолго. Уже в 1251 году лидерам гибеллинов пришлось покинуть Флоренцию. Они укрылись в других городах Тосканы, сохранивших проимперскую ориентацию. Фарината и его брат Нери Пикколино нашли прибежище в Сиене.

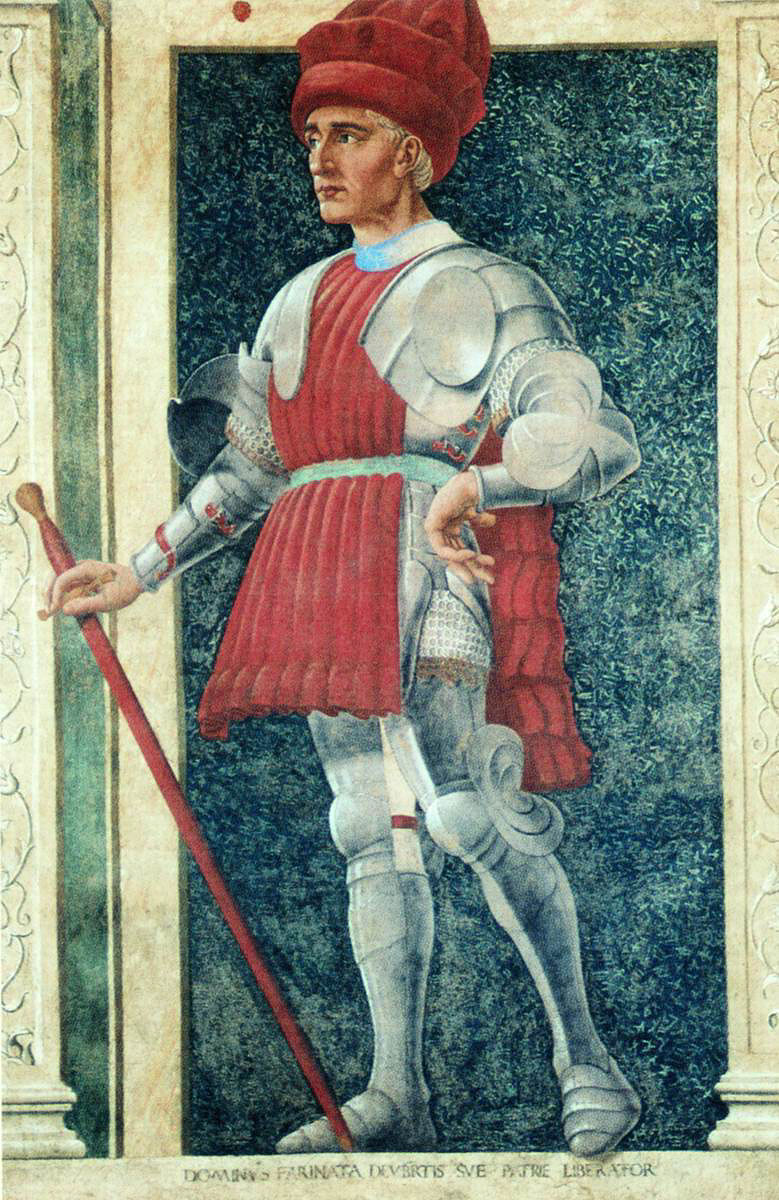
Фарината дельи Уберти.
Фреска Андреа дель Кастаньо.
Вилла Кардуччи.

В следующее десятилетие развернулась война между гвельфскими городами во главе с Флоренцией и гибеллинскими во главе с Сиеной и Пизой. Постепенно чаша весов склонялась в пользу Флоренции, пока гибеллины не получили поддержку сицилийского короля Манфреда. В 1258 Уберти предприняли попытку захватить власть во Флоренции, тайно проникнув в город во главе вооружённого отряда, но встретили отпор и вновь были вынуждены бежать.
В 1260 году Манфред прислал в помощь Сиене 800 немецких рыцарей. Однако, согласно хронисту XIV века Джованни Виллани, у гибеллинов было недостаточно средств, чтобы платить жалование войску более трёх месяцев. Фарината и другой гибеллин, Герардо Чичча де’Ламберти, задумали хитрость, чтобы заманить флорентийскую армию в ловушку и дать сражение, прежде чем германцы вернутся в Апулию. Обманутые агентами сиенцев, притворно обещавших открыть для них ворота города, гвельфы подошли к Сиене. Здесь они потерпели сокрушительный разгром в битве при Монтаперти 4 сентября 1260 года.
После поражения вожди гвельфов бежали из Флоренции, а гибеллины вступили в город уже 16 сентября. Согласно тому же Виллани, гибеллины, собравшись на совет в Эмполи, задумали «полностью разрушить Флоренцию и расселить её жителей, так чтобы и память о её былой славе и владениях развеялась». Этому, однако, не суждено было свершиться благодаря мужественной позиции Фаринаты, который поклялся защищать родной город с оружием в руках, пока жив.
Фарината скончался 27 апреля 1264 года (по другим данным, 11 ноября).

## События после смерти
В 1266 г., когда Манфред пал при Беневенто, усилившиеся гвельфы возвратились снова. Вслед за тем они прибегли к покровительству Карла I Анжуйского, и когда тот выслал им в помощь военную силу, гибеллины в ночь на пасху 1267 г. оставили город и навсегда лишились власти во Флоренции.
Особенно сурово отнеслась гвельфская Флоренция к роду Уберти. На месте их срытых домов была устроена площадь, нынешняя Пьяцца-делла-Синьория; амнистия, предоставлявшаяся другим изгнанникам, никогда на них не распространялась, и те Уберти, которые попадали в руки республики, поплатились жизнью.
Фарината был отлучён от церкви папой Урбаном IV ещё при жизни за поддержку Манфреда. Но уже после смерти, в 1283 году, он (вместе с покойной женой) был осуждён церковным судом за ересь, поскольку придерживался учения Эпикура и оспаривал бессмертие души.

## В литературе
Данте в своей «Божественной комедии» помещает Фаринату как еретика в шестой круг Ада (песнь десятая).

## В кино
- Ад Данте: Анимированный эпос / Dante’s Inferno: An Animated Epic (Япония, США, Сингапур, Корея Южная; 2010) Фарината озвучил Дж. Грант Альбрехт.

## Источник
- Божественная комедия, Данте